# Kreševo
Kreševo é um município e localidade da Bósnia e Herzegovina. Está localizado no cantão da Bósnia Central, no território da Federação da Bósnia e Herzegovina. A capital do município de Kreševo é a cidade do mesmo nome.

## Localidades
O município de Kreševo está subdividido nas seguintes localidades: 
- Alagići.
- Bjelovići.
- Botunja.
- Bukva.
- Crkvenjak.
- Crnički Kamenik.
- Crnići.
- Deževice.
- Drežnice.
- Gunjani.
- Kojsina.
- Komari.
- Kreševo.
- Kreševski Kamenik.
- Lipa.
- Mratinići.
- Pirin.
- Poljani.
- Polje.
- Rakova Noga.
- Ratkovići.
- Stojčići.
- Vidosovići.
- Vodovoji.
- Volujak.
- Vranci.
- Zvizd.

## Demografia
Em 2009, a população do município de Kreševo era de 5 624 habitantes. A área do município é de 149 quilômetros quadrados, então a densidade populacional era de 38 habitantes por quilômetro quadrado.